# Mary Malahlela
Mary Malahele-Xakana (2 tháng 5 năm 1916 - 8 tháng 5 năm 1981)  là người phụ nữ da đen đầu tiên đăng ký làm bác sĩ y khoa ở Nam Phi (năm 1947). Bà đồng thời là thành viên sáng lập của Hiệp hội Kitô giáo Phụ nữ Trẻ.

## Tuổi thơ và giáo dục ban đầu
Mary Susan Makobatjatji Malahlela được sinh ra ở Pietersburg. Cha cô là Thadius Chweu Malahlela, một người cải đạo Cơ đốc. Cha cô đã bị đuổi khỏi nhà vì từ chối đẩy hai đứa con sinh đôi của mình đến chết, vì cặp trẻ song sinh được coi là một lời nguyền rủa. Khi còn là một cô bé, cô là một học sinh tại Trường tiểu học Methodist ở Juliwe, gần Johannesburg. Cô theo học Đại học Fort Hare với tư cách là một sinh viên, và vào năm 1941 đã nhận được sự hỗ trợ từ Quỹ ủy thác bản địa để nghiên cứu y học tại Đại học Witwatersrand. Vào năm 2015, Đại học Witwatersrand đã dựng một tấm biển trên nền tảng của nó như một đài tưởng niệm Tiến sĩ Malahlela và như một cách để khắc phục sự giảm bớt lịch sử của cựu sinh viên da đen bản địa.

## Nghề nghiệp
Năm 1947, Malahlela tốt nghiệp trường y và đăng ký làm bác sĩ y khoa, người phụ nữ da đen đầu tiên ở Nam Phi làm như vậy. Cô đã mở một cơ sở y tế tư nhân ở Kliptown và lần thứ hai ở Mofolo South. Sau Đạo luật Khu vực Tập đoàn, cô làm việc tại phòng khám ở Dobsonville.
Malahlele là thành viên sáng lập của YWCA ở Nam Phi, và hoạt động trong các phong trào hòa bình và chống phân biệt chủng tộc. Cô là thành viên của Phong trào Hòa bình Phụ nữ, thành viên của Hội đồng Đại học Fort Hare, và là chủ tịch của Hội đồng trường Roodepoort.

## Cuộc sống cá nhân
Mary Malahlela kết hôn và có hai cô con gái. Bà qua đời năm 1981, ở tuổi 65, sau một cơn đau tim, khi đang tình nguyện với bác sĩ Nthato Motlana tại phòng khám nông thôn Witkoppen ở Sandton, Johannesburg.
Một trường tiểu học ở Dobsonville được đặt theo tên của Tiến sĩ Malahlela-Xakana. Vào năm 2015, Malahlela-Xakana đã được truy tặng Huân chương Baobab vì sự nghiệp tiên phong trong ngành y.